# Haworthia truncata var. maughanii
Haworthia truncata var. maughanii, és una varietat de Haworthia truncata del gènere Haworthia de la subfamília de les asfodelòidies.

## Descripció
Haworthia truncata var. maughanii és una espècie molt variable amb fulles rabassudes de copa plana inusuals amb finestres al marge superior. Similar a Haworthia truncata és molt buscada en cultiu i té un gran potencial d'hibridació. Les seves rosetes són sense tija, de mida mitjana, generalment solitàries o segons el clon, proliferen molt lentament; amb les fulles disposades en espiral. Les seves fulles són rodones de secció transversal més o menys erectes, de fins a 2,5 cm de llargada, sobtadament truncades i aplanades formant una punta de fulla irregular, circular, escabrosa d'uns 1-1,5 cm de diàmetre que pot ser translúcida, opaca o amb diverses venes; marges variats nítids o ondulats. La mida i el gruix de les fulles de les zones finals variaran molt d'un clon a un altre. Aquesta planta és un exemple escollit de l'adaptació de fulla fenestrada que es troba en moltes espècies de Haworthia, Mesembryanthemum i Peperomia; els àpexs translúcids amb finestra "vidriosa" permeten que la llum entri al cos intern de la planta ric en capes de cèl·lules que contenen clorofil·la, proporcionant així una àrea d'assimilació molt més gran. Les finestres augmenten molt l'àrea de fotosíntesi deixant entrar la llum als centres de les fulles i alhora evitant la pèrdua d'aigua. L'època de floració és entre la primavera fins a l'estiu.

## Distribució i hàbitat
Aquesta varietat creix a la província sud-africana del Cap Occidental, al Petit Karoo, en una petita àrea restringida al sud de Calitzdorp. Es troba a l'extrem oest de l'àrea de distribució natural de Haworthia truncata.
En el seu hàbitat creix a l'ombra dels arbustos i ocasionalment en zones obertes. Creix sota terra amb només l'àpex de les fulles que s'eleva per sobre de la superfície del sòl, de manera que les plantes són difícils de trobar. Aquesta és una excel·lent protecció contra els herbívors. Aquesta planta tan singular té arrels contràctils que tiraran la planta cap a terra durant els períodes de sequera, deixant només les cims de les finestres exposades. Sovint creix juntament amb Haworthia truncata f. crassa donant lloc a formes intermèdies entre aquestes dues espècies.

## Taxonomia
Haworthia truncata var. maughanii va ser descrita per (Poelln.) B.Fearn i publicat a Natl. Cact. Succ. J. 21: 28, a l'any 1966.
Etimologia
Haworthia: nom en honor del botànic britànic Adrian Hardy Haworth (1767-1833).
truncata: epítet llatí que significa "que sembla tallat".
var. maughanii: epítet llatí que significa "com una aranya, com una teranyina".
Sinonímia
- Haworthia maughanii Poelln., Repert. Spec. Nov. Regni Veg. 31: 85 (1932). (Basiònim / Sinònim substituït)[6]